# Victor Manuel Vucetich
Victor Manuel Vucetich Rojas, noto semplicemente come Víctor Vucetich (Tampico, 25 giugno 1955), è un allenatore di calcio messicano, tecnico del Mazatlán.

## Palmarès

### Competizioni nazionali
- Campionato messicano di calcio: 5

León: 1991-1992
Tecos de la UAG: 1993-1994
Pachuca: Apertura 2003
Monterrey: Apertura 2009, Apertura 2010
- Coppa del Messico: 2

Tigres UANL: 1995-1996
Cruz Azul: 1996-1997

### Competizioni internazionali
- CONCACAF Champions League: 3

Monterrey: 2010-2011, 2011-2012, 2012-2013